# 秋元義久
秋元 義久（あきもと よしひさ）は、戦国時代の武将。上総国小糸城主。小糸城は別名、秋元城。

## 略歴
秋元氏は宇都宮氏の流れを汲み、臼井荘（現在の千葉県白井市）を根拠としていた御家人の秋元太郎左衛門尉勝光（詳細は秋本寺の記述も参照）や譜代大名となった秋元長朝の同族であるといわれている。地理的関係から里見氏の影響下にあった。
永禄6年（1563年）、第二次国府台合戦（前半戦）で里見氏が敗れると、北条氏康の命を受けた千葉胤富らの攻撃を受けるようになる。更に小糸城の西にあった里見氏当主・里見義弘の居城佐貫城が北条軍に奪われると孤立無援に陥った。
義久は激しく抵抗したものの、永禄8年（1565年）6月2日、ついに小糸城は陥落して義久は戦死した。